# Klein Vielener See
Der Klein Vielener See ist ein See im Gemeindegebiet von Klein Vielen im Landkreis Mecklenburgische Seenplatte in Mecklenburg-Vorpommern. Das Gewässer ist ungefähr 2300 Meter lang und bis zu 550 Meter breit mit einer kleinen bewaldeten Insel im nordöstlichen Teil. Am Nordufer grenzt das Waldgebiet Hufenholz an den See. Hier ist ein Abfluss Richtung Penzliner Großen Stadtsee, dieser trieb vormals eine Mühle an. Die Höhen um den See erreichen im Süden mit dem Seeberg 73,5 m ü. NHN. Südlich des Sees verläuft die Bundesstraße 193, unter ihr fließt ein Zulauf aus dem Wedensee hindurch. Der Klein Vielener See war der westliche Abschluss der historischen Landwehr, der Isern Purt.

## Naturschutzgebiet
Der Klein Vielener See ist mit angrenzenden Uferbereichen als gleichnamiges 162 Hektar umfassendes Naturschutzgebiet ausgewiesen. Die Unterschutzstellung erfolgte am 7. Juli 1993 mit einer Erweiterungen im Jahr 1996. Der eutrophe Flachwassersee dient als Brut-, Rast- und Überwinterungsgebiet für eine Vielzahl von Wasser- und Watvogelarten, wie Graugänse, Gänsesäger, Zwergsäger und Rothalstaucher. Er ist aber auch Revier von Fisch- und Seeadler, Graureiher und Eisvogel.
Der aktuelle Gebietszustand wird als gut angesehen. Es existieren keine öffentlichen Wege im Gebiet.